# Cullybackey
Cullybackey (Iers: Cúil na Baice) is een plaats in het Noord-Ierse County Antrim ongeveer 5 km noordwestelijk van Ballymena.
Cullybackey telt 2388 inwoners (in 2001). Van de bevolking is 97% protestant en 1,2% katholiek.
Cullybackey ligt aan het riviertje Maine. Er is een spoorwegstation op de lijn van Ballymena naar Portrush.